# Aristide Gorelli
Aristide Gorelli (* 13. August 1915 in Marseille; † 5. November 2010 ebenda) war ein französischer Fußballspieler.

## Karriere
Gorelli spielte als junger Erwachsener für die Reservemannschaft des Erstligisten Olympique Marseille; bei einem Freundschaftsspiel gegen den AC Mailand im Oktober 1934 war er erstmals in der Profimannschaft des Vereins zum Einsatz gekommen. Sein Profidebüt in der höchsten französischen Spielklasse gelang ihm für die erste Mannschaft, als er bei einem 1:1-Remis gegen den EAC Roubaix am 12. Januar 1936 auf dem Platz stand. Der Abwehrspieler verbuchte anschließend sporadisch weitere Einsätze, was auch dadurch bedingt war, dass das damalige Regelwerk Ein- und Auswechslungen untersagte. Zuletzt lief der Fußballer am 11. Oktober 1936 gegen den FC Antibes im Trikot von Marseille auf. Sein letztes von vier Erstligaspielen bedeutete für ihn, dass er damit der Mannschaft angehörte, die sich in der Spielzeit 1936/37 den nationalen Meistertitel sichern konnte; dennoch beendete er danach seine Laufbahn.
Als Soldat kämpfte der frühere Profi von 1939 an im Zweiten Weltkrieg und geriet in Kriegsgefangenschaft. Zuerst war er im Osten Europas inhaftiert, bevor er in das von der Wehrmacht besetzte Elsass gebracht wurde; im Elsass gehörte er der Fußballmannschaft seines Lagers an. Mit dem Kriegsende kehrte er nach Marseille zurück, wo er als technischer Zeichner zu arbeiten begann. Zum Zeitpunkt seines Todes im November 2010 war er 73 Jahre nach dem Titelgewinn mit 95 Jahren der letzte Überlebende der Meistermannschaft.